# SRJ 51–52
Die schwedischen Elektrolokomotiven SRJ 51–52 wurden 1942 für Stockholm–Roslagens Järnvägar (SJR) von Allmänna Svenska Elektriska Aktiebolaget (ASEA) gebaut.

## Geschichte
Die Schmalspurlokomotiven mit der Spurweite von 891 mm wurden 1942 von ASEA mit den Fabriknummern 1044 und 1045 gebaut. Sie wurden auf den elektrifizierten Streckenabschnitten der Gesellschaft eingesetzt.
Die Achslast betrug bei allen Achsen 9 t. Das Bremsgewicht in der Stellung P wird mit 29 t angegeben. Die Lokomotive konnte einen Kurvenradius von 90 m durchfahren. Das Übersetzungsverhältnis beträgt 15:70, die Heizspannung für die Heizung der Reisezugwagen 1,5 kV bei maximal 80 A. Die automatische Bremse arbeitet nach dem System Knorr, ferner ist eine Schraubenhandbremse vorhanden.

## SJ Bbp
Im Zuge der allgemeinen Eisenbahnverstaatlichung wurde die SJR am 1. Juli 1951 verstaatlicht und am 1. Juli 1959 mit allen ihren ehemaligen Tochtergesellschaften in die staatliche Eisenbahngesellschaft Statens Järnvägar eingegliedert. Dabei wurden die Lokomotiven übernommen und erhielten die Betriebsnummern Bbp 3250–3251.

## SL Bbp
Am 1. Mai 1972 übergaben SJ die zu diesem Zeitpunkt noch verbliebenen elektrifizierten Strecken südlich von Rimbo mitsamt den Fahrzeugen an Storstockholms Lokaltrafik (SL). SL betreibt auf diesen Strecken Regionalverkehr unter dem Namen Roslagsbanan, der umgangssprachlichen Bezeichnung für das ehemalige Gesamtnetz.
Die Lokomotiven wurden mit gleichbleibender Betriebsnummer Bbp 3250–3251 im Reisezugdienst eingesetzt, bis sie durch die Motorwagen des Typs SL X10p ersetzt wurden.

## Verbleib
Beide Maschinen wurden 1992 in Mörby verschrottet.